# ツアー・オブ・ジャパン
ツアー・オブ・ジャパン（Tour of Japan、略称TOJ）は、毎年5月に日本で行われる自転車ロードレース大会。主催は自転車月間推進協議会。自転車月間（5月）における最大のイベントとして開催される。

## 概要
日本を代表するステージ制ロードレース大会の一つ。UCIアジアツアーに組みこまれていて、2024年現在のアジアツアーでのレースグレードは2.2（ステージレース・クラス2カテゴリー）。2013年開催の第16回大会から2020年開催の第23回大会および2023年（第26回）はワンランク高い2.1（ステージレース・クラス1カテゴリー）として開催されていた。
1982年から1995年まで開催されていた国際サイクルロードレースを継承する大会として1996年から毎年開催されているが、「第8回」として予定されていた2003年はSARSの影響で大会直前に開催中止となり、2004年の大会を改めて「第8回」として開催した。また「第15回」として予定されていた2011年は東日本大震災の影響、2020年も新型コロナ大流行で開催中止となった。2021年は前年に引き続きコロナ流行の影響により、全3ステージに短縮して行われた。
「第20回」として開催された2017年から中止となった2020年までは冠協賛としてNTNが付き「NTN presents ツアー・オブ・ジャパン」として開催された。
2022年は信州飯田ステージ（旧名：南信州ステージ）が追加され、富士山、相模原、東京の全4ステージで5月19日から5月22日まで開催された。また、この大会は三菱地所が冠協賛に付き、「三菱地所 presents ツアー・オブ・ジャパン 2022」として開催された。
2023年からコロナ禍の終息に伴い、全8ステージフルスペックでの開催が復活した。

## 出場チーム
ツアー・オブ・ジャパンには5名（最低4名）の選手で構成される「国内チーム」（日本国内登録）と「海外チーム」（日本国外登録）をあわせた16チーム・最大96名が出場する。第21回大会における参加枠は「国内チーム」が8（コンチネンタルチーム7、日本ナショナルチーム1）、「海外チーム」が8。
「国内チーム」はUCI登録の国内（または日本に極めてゆかりのある）コンチネンタルチームが国内チームの出場枠を争う他、日本ナショナルチームにも出場権がある。2012年の第15回大会まではコンチネンタルチーム以外にも開催前年の実業団トップカテゴリー（Jプロツアー）のチームランキング上位のチームに出場権があったが、2013年の第16回大会からUCIアジアツアーでのレースカテゴリーが「2.2」から「2.1」に昇格したことに伴い、UCI登録の国内コンチネンタルチーム以外には出場権が与えられなくなった。コンチネンタル非登録チームの選手にも日本ナショナルチームから出場できるチャンスは残されているものの、2013年の第16回大会ではEQA U23メンバーと大学生選手のみで構成された（監督はEQA U23の浅田顕だった）。
尚、「国内チーム」であってもUCIコンチネンタル登録国籍によっては「海外チーム」の扱いとなることがある（第9回～第12回までのシマノレーシングと第12回のチームNIPPOがそれに該当）
レースカテゴリーが「2.2」だった時代、第11回・第12回大会ではチームとして出場できなかった選手の中から実業団トップカテゴリー個人ランキング上位選手などを選抜した『チームJBCF』が、第14回大会では日本学生自転車競技連盟選抜チーム『大学選抜ジャパン』が「国内チーム」最後の枠として出場した。
「海外チーム」はカザフスタン・香港・台湾・韓国などのアジア系チームやオーストラリアを中心に招待があり、国のナショナルチームが出場することもあるが、日本人が所属している、または過去に所属していたチームが招待されることが多い。「2.1」への昇格に伴いUCIワールドツアー登録のチームを招待することも可能になり、第16回～第19回大会ではランプレ・メリダが、第20回・第21回大会ではバーレーン・メリダが招待された。

## 各賞について
ツアー・オブ・ジャパンには個人とチームにそれぞれ賞が設定されている。個人賞は四つあり、各ステージ終了後の表彰セレモニーでそれぞれの1位選手にリーダージャージが授与され、次のステージで着用する義務を負う。なお、ひとりの選手が複数の個人賞部門で1位となった場合、表彰セレモニーでは重複してジャージが授与されるが、レースでは個人総合時間賞→ポイント賞→山岳賞→ヤングライダー賞の順番に優先して着用し、残りは原則として該当個人賞部門の次位選手が着用する。サプライヤーは第14回大会まではパールイズミだったが、第15回大会ではチャンピオンシステムが供給する（これと同時に金剛力士をあしらった新デザインに変更された）。
個人総合時間賞
グリーンジャージ。各ステージの合計時間を基にボーナス・ペナルティを加減し、最も少ない選手に与えられる。スポンサーはKEIRIN、ジャージの色の由来は5月の新緑。
ポイント賞
ブルージャージ。ステージ個人順位およびステージ途中の特定地点を上位で通過すると与えられる「スプリントポイント」が最も多い選手に与えられる。スポンサーはSPEEDチャンネル。ジャージの色の由来は不明だが、以前（コーポレートカラーが青の）SUBARUがジャージスポンサーについていたことは付け加えておきたい。
山岳賞
レッドジャージ。富士山ステージ個人順位および周回コースにおける特定周回の頂上地点を上位で通過すると与えられる「山岳ポイント」が最も多い選手に与えられる。スポンサーは日本トーター。ジャージの色の由来は不明。
ヤングライダー賞
ホワイトジャージ、第16回大会より採用された。開催年に25歳以下の誕生日を迎える選手の中での個人総合時間が最も少ない選手に与えられる。スポンサーはSUBARU。
チーム総合時間賞
ステージ毎に各チーム上位3選手のタイムを加算し、その合計タイムで競われる。チーム内の完走選手が3人未満になったチームはランキングから除外される。なおチーム賞の表彰が行われるのは最終日の東京ステージの表彰台のみであり、この際は該当チームの完走者全員が登壇する。
- 過去に設けられた個人賞

スプリント賞
イエロージャージ。特定周回のフィニッシュラインを上位で通過すると与えられるポイントの合計が最も多い選手に与えられた。第1回から第8回まで設けられた。

## 各ステージの概要

### 現在使用されているステージ
ツアー・オブ・ジャパンは8日間の日程で行われる。第10回大会までは全6ステージ（途中移動日が2日間）だったが、第11回大会から第14回大会は美濃ステージが増えて全7ステージ（途中移動日が1日）に、第15回から奈良ステージがなくなり再び全6ステージに戻された。第18回からいなべステージが増えて全7ステージに、第19回から京都ステージが増えて全8ステージとなった。使用されるステージは富士山ステージを除き、すべて周回コース＋αで行われている。各ステージの周回設定は、特段に記述のない限り2013年の第16回大会でのものである。第12回大会までは正規競技区間前の非競技区間を含めて『走行距離』としていたが、第13回大会以降はこれを含めなくなっている。

#### 堺ステージ
第1回大会からオープニングステージとして実施されている。第11回大会までの名称は「大阪ステージ」。第8回大会を除き、第12回大会までは泉北2号線および泉北1号線などを使用したほぼ長方形の泉北周回コース（泉北下水処理場前 - 豊田橋北 - 深井駅前北 - 落合大橋南）だったが、第13回大会から大仙公園周回コースに変更。第13回大会はクリテリウム（短距離の周回コース）が行われたが、第14回大会からは1周のみの個人タイムトライアルが行われる。なおこの個人タイムトライアルではタイムトライアル用自転車は使用できない。
- 第1-7 / 9-12回大会：大阪府堺市中区および南区・泉北周回コース 140.8km （12.8km×11周）
- 第8回大会：大阪府堺市（堺区）・新日本製鐵堺製鐵所内特設コース 96.80km (4.40km×22周)
- 第13回大会：大阪府堺市堺区・大仙公園周回コース (2.7km×非競技周回2周＝5.4km+) 102.6km （2.7km×38周のクリテリウム）
- 第14回大会以降：大仙公園周回コース 2.65km（個人タイムトライアル）

#### 京都ステージ
第19回から大会2日目に新たに設定された。同志社大学京田辺キャンパスの周囲を一周するセレモニーライドを経て、陸上自衛隊祝園分屯地の外側を周回するコースで行われる。けいはんなプラザ隣のパナソニック先端技術研究所前がゴールとなる。
- 京都府京田辺市・普賢寺ふれあいの駅〜京田辺市・精華町周回コース〜パナソニック前（非競技区間3.4km+） 105.5km （4.2km  + 16.8km×6周）

#### 美濃ステージ
第10回大会では移動日となっていた大会第3日に、第11回大会から新たに「美濃ステージ」が設定された。コースの1周回は各ステージ中最長の21.3km。レースはうだつの上がる町並みの旧今井家住宅前からスタートし、4kmの非競技区間の後、周回コースにコースの途中から突入し周回コースを7周半する。大矢田の登りの頂上付近にはトンネルがあり、また板取川及び長良川沿いは予想外に起伏が激しく、アタックの仕掛け所が沢山ある。
地元のケーブルテレビ局CCNでは生中継が放送されるほか、コース沿いの複数の施設に生中継のモニターを設置し、随時レースの状況を確認できるファンサービスが行われている。
- 岐阜県美濃市・旧今井家住宅～横越～美濃和紙の里会館前周回コース　（非競技区間4km+） 160.7km （11.6km + 21.3km×7周）

#### いなべステージ
第18回から大会4日目に設定された。三岐鉄道北勢線阿下喜駅前をスタートし、2つのゴルフ場を囲むように走る周回コースを行く。フィニッシュ地点のいなべ市梅林公園から約1.5km間に最大勾配17%の激坂を超えるルートが設定されている。
- 三重県いなべ市・阿下喜駅～下野尻交差点～いなべ市梅林公園周回コース　（非競技区間2.8km+） 127.0km （8.6km + 14.8km×8周）

#### 信州飯田ステージ
第9回大会から採用。飯田市下久堅地区の県道及び農道を使用し、標高差約180mの周回コースを12周する、アップダウンの激しいコース。コース後半の下り坂の終わりにあるヘアピンカーブでは落車の危険があるため注意が必要。このステージで上位に入らなければ、総合優勝を狙うのは苦しくなる。レースは地元CATV局のICTVで加入者向けの生中継が行われており、長野県内の一部のCATV局にも当日サイマル配信されている。第16回大会からはネットストリーミングがUSTREAMに変更され、コース沿いでもスマートフォンやタブレット端末などでレース状況を把握できるようになったが、一方で予算の都合により松尾総合運動場での移動式オーロラビジョンでの映像提供はなくなった。また、いいだFM iステーション（76.3MHz）での生放送もあり、携帯ラジオでもコース沿いでレース状況を把握できる。
- 長野県飯田市・飯田駅前～下久堅周回コース～松尾総合運動場前 （非競技区間7.3km+） 148km （12.2km×12周 + 1.6km）

#### 富士山ステージ
第9回大会から採用。一日の移動日をはさんで行われるふじあざみラインでのヒルクライム。標高833mの須走インターチェンジ付近から標高1959mの須走口までの激坂をひたすら登る。コースは平均斜度10.5％・最大斜度22％という坂であり、このステージで総合優勝争いの選手が大きく絞られる。国内のトップロードレーサーをも苦しめるその坂の苛酷さはグランツールのラルプ・デュエズやモンテ・ゾンコラン 、モルティローロ峠などグランツールのクライマックスとなる坂に勝るとも劣らない。なお第13回大会までは個人タイムトライアル形式だったが、堺ステージが個人タイムトライアルになった第14回大会では富士山ステージと同じコースで別の日に開催される実業団のレースや市民レース同様、一斉スタート方式に変更された。
- 静岡県駿東郡小山町・ふじあざみライン入口～富士山須走口五合目　11.4km 高低差 約1200m
  - 第17回大会ではこれに須走地区商店街からの非競技区間2.1kmが加わる。

#### 相模原ステージ
第23回から実施。
- 橋本公園→旧小倉橋→串川橋→鳥居原ふれあいの館前周回コース　（非競技区間4.6km+） 108.5km （11.9㎞ + 13.8㎞ x 7周）

#### 東京ステージ
第1回から最終ステージとして使用されていて、大井埠頭及びその周辺を周回する。コースはまったくの平坦で逃げを決めるのは非常に難しいが、最後のステージ優勝をかけてアタック合戦が展開されることが多い。過去に一度だけ東京ステージでの個人総合優勝の逆転劇があった。また、周回コースでは前座として実業団レース（以前は市民レース）が開催される。
- 品川区大井埠頭周回コース　（非競技区間3.8km+） 112.0km （14.0km + 7km×16周）

### 過去に使用されていたステージ
開始当初はサーキット周回コースなどで行われていたステージも存在した。

#### 鈴鹿ステージ
第1回から第3回まで開催。大阪ステージの翌日に、現在もシマノ鈴鹿ロードレースで自転車ロードレースでも使用されている鈴鹿サーキットで開催されていた。2輪・4輪コースと逆回りで、レイアウトも若干異なるコースであった。奈良ステージの開始に伴い終了となっている。
- 三重県鈴鹿市・鈴鹿サーキット周回コース 146.60km（5.864km×25周）

#### 富士ステージ
第1回から第3回まで開催。現在の「富士山ステージ」という名称はこの「富士ステージ」と区別するために付けられたものと思われる。ちなみに富士スピードウェイも富士あざみラインと同じ小山町にある。
- 静岡県駿東郡小山町・富士スピードウェイ周回コース 134.10km（4.47km×30周）

#### 茂木ステージ
第4回から第8回まで開催。ツインリンクもてぎの特徴であるオーバルコースとロードコースをフルに組み合わせたコースレイアウトで行われていた。現在もシマノもてぎロードレースが行われているが、ロードコースのみ、あるいはオーバルコースのみで使用されている。
- 栃木県芳賀郡茂木町・ツインリンクもてぎ周回コース 153.36km（12.38km×12周 + 4.8km）

#### 宇都宮ステージ
第1回から第8回まで開催。最終日の東京ステージの前日に、1990年の世界選手権やジャパンカップサイクルロードレースの開催されている宇都宮市森林公園の周回コースにて行われていた。
- 第1回～第3回：栃木県宇都宮市・宇都宮市森林公園周回コース 154.5km（10.3km×15周）
- 第4回：栃木県宇都宮市・宇都宮市森林公園周回コース 151.3km（14.1km×10周 + 10.3km）

#### 奈良ステージ
第4回大会から第14回大会まで採用。2008年4月にはアジア選手権も行われたコース。スタートは世界遺産に選ばれている東大寺大仏殿中門前。布目ダム周回コースは一周10.1kmのコースで、ゴール地点の手前1kmからの登り区間が一番の勝負所。
- 第13回大会：奈良県奈良市・東大寺大仏殿中門前～奈良県山辺郡山添村・布目ダム周回コース　（25kmパレード+） 121.2km （10.1km×12周）
- 第14回大会：奈良県山辺郡山添村・布目ダム周回コース 111.1km （10.1km×11周）
  - レースとは別に東大寺大仏殿中門前から高円山ドライブウェイ入口までの3.4kmのみパレードを行い、選手はバスなどで布目ダム周回コースへ向かったが、到着が遅れたため周回コースでのレースが1周減らされた（当初は12周の予定）。

#### 伊豆ステージ
第1回大会から実施。旧修善寺町が合併して伊豆市になる前は「修善寺ステージ」と呼ばれていた。日本サイクルスポーツセンターの周回コースを中心にレースが行われる。周回コースの一部は普段は日本競輪選手養成所の生徒の訓練専用コースであり、一般には開放されていない。なお、第13回大会までは8kmの周回コースが使われていたが、第14回大会からは8km周回コースの途中からサイクルスポーツセンター正門と競輪学校正門を経由する12.2kmの大回りのコースが採用された。このステージで総合優勝争いにはほぼ決着がつけられる。
- 第10回大会：静岡県伊豆市（旧修善寺町）・日本サイクルスポーツセンター8km周回コース～伊豆スカイライン亀石峠IC　110.48km （8km×5周 + 70.48km）
- 第11回～第13回大会：伊豆市修善寺駅前～日本サイクルスポーツセンター8km周回コース　
  - 第11回大会　128.50km （非競技区間8.5km + 8km×15周）
  - 第12回大会　112.50km （非競技区間8.5km + 8km×13周）
  - 第13回大会　96km （非競技区間8.5km+） （8km×12周）
- 第14回大会以降：日本サイクルスポーツセンター12.2km周回コース　
  - 第14回大会　97.6km （12.2km×8周）
  - 第15回大会以降　146.4km （12.2km×12周）

## 過去の総合優勝者
| 年               | 個人総合優勝者                                             | チーム名                                                   | 国籍                                                       |
| ---------------- | ---------------------------------------------------------- | ---------------------------------------------------------- | ---------------------------------------------------------- |
| 1996年（第1回）  | ジャンフィリップ・ドゥラカ                                 | フランスナショナルチーム                                   | フランス                                                   |
| 1997年（第2回）  | バート・ボウエン                                           | チームサターン                                             | アメリカ合衆国                                             |
| 1998年（第3回）  | フランク・マコーマック                                     | チームサターン                                             | アメリカ合衆国                                             |
| 1999年（第4回）  | アンドレ・シピカウスキ                                     | ムロズ                                                     | ポーランド                                                 |
| 2000年（第5回）  | マウロ・ジャネッティ                                       | ヴィーニカルディローラ                                     | イタリア                                                   |
| 2001年（第6回）  | パベル・ニエツビエツキ                                     | ムロズ                                                     | ポーランド                                                 |
| 2002年（第7回）  | アレクサンダー・クリミエンコ                               | ムロズ                                                     | ウクライナ                                                 |
| 2003年           | 新型肺炎SARSにより未開催                                   |                                                            |                                                            |
| 2004年（第8回）  | 福島晋一                                                   | チームブリヂストン・アンカー                               | 日本                                                       |
| 2005年（第9回）  | フェリックス・カルデナス                                   | バルロワールド                                             | コロンビア                                                 |
| 2006年（第10回） | ウラディミール・デュマ                                     | ユニバーサルカフェ                                         | ウクライナ                                                 |
| 2007年（第11回） | フランチェスコ・マシャレッリ                               | アクアサポーネ                                             | イタリア                                                   |
| 2008年（第12回） | キャメロン・マイヤー                                       | サウスオーストラリアドットコム                             | オーストラリア                                             |
| 2009年（第13回） | セルヒオ・パルディーヤ                                     | カルミオーロ・Ａスタイル                                   | スペイン                                                   |
| 2010年（第14回） | クリスティアーノ・サレルノ                                 | デローザ・スタックプラスチック                             | イタリア                                                   |
| 2011年           | 東日本大震災により未開催                                   |                                                            |                                                            |
| 2012年（第15回） | フォルトゥナート・バリアーニ                               | チームNIPPO                                                | イタリア                                                   |
| 2013年（第16回） | フォルトゥナート・バリアーニ                               | チームNIPPO                                                | イタリア                                                   |
| 2014年（第17回） | ミルサマ・ポルセイェディゴラコール                         | タブリーズ・ペトロケミカルチーム                           | イラン                                                     |
| 2015年（第18回） | ミルサマ・ポルセイェディゴラコール                         | タブリーズ・ペトロケミカルチーム                           | イラン                                                     |
| 2016年（第19回） | オスカル・プジョル                                         | TeamUKYO                                                   | スペイン                                                   |
| 2017年（第20回） | オスカル・プジョル                                         | TeamUKYO                                                   | スペイン                                                   |
| 2018年（第21回） | マルコス・ガルシア                                         | キナンサイクリングチーム                                   | スペイン                                                   |
| 2019年（第22回） | クリス・ハーパー                                           | チーム・ブリッジレーン                                     | オーストラリア                                             |
| 2020年           | 新型コロナウイルス感染症の世界的流行 (2019年-)により未開催 | 新型コロナウイルス感染症の世界的流行 (2019年-)により未開催 | 新型コロナウイルス感染症の世界的流行 (2019年-)により未開催 |
| 2021年（第23回） | 増田成幸                                                   | 宇都宮ブリッツェン                                         | 日本                                                       |
| 2022年（第24回） | ネイサン・アール                                           | チーム右京                                                 | オーストラリア                                             |
| 2023年（第25回） | ネイサン・アール                                           | JCLチーム右京                                              | オーストラリア                                             |
| 2024年（第26回） | ジョヴァンニ・カルボーニ                                   | JCLチーム右京                                              | イタリア                                                   |
| 2025年（第27回） | アレッサンドロ・ファンチェル                               | JCLチーム右京                                              | イタリア                                                   |

## 課題
一応は日本国内最高のステージレースとされているが、時期的な問題（グランツールの一つであるジロ・デ・イタリアと重なる）もあり、海外の強豪チームを招待しにくい現状がある。前述の通り第15回大会まではUCIプロチームを招待することさえできず（日本で開催される国際大会でUCIプロチームを招待できるのはジャパンカップのみであった）、世界的に見るとレベルの低いレースである。
また、かつてこの大会では各ステージで途中でレースを中止した場合でも、規定の距離（周回）を走っていれば次のステージ以降も走ることが出来る救済措置、俗称「ゾンビルール」という規則が存在した。この場合、ステージをフィニッシュした最下位選手のタイムに一定のペナルティタイムを加えたタイムが与えられていた。しかしこれは総合順位争いを度外視し「完走」という結果を残すために意図的に途中でレースを中止をすることが事実上認められていたということと同時に、それ以前に「一度リタイアした選手は次のステージ以降を走ることが出来ない」というステージレースの根幹に関わるものでもあり、一部の関係者から批判の声が上がっていた。2013年の第16回大会現在この救済措置は撤廃され、周回コース上で周回遅れになった選手（あるいはなりそうな選手を審判の判断によって）はその時点でリタイア扱いとなり、次のステージ以降への出走権を失う。2014年の第17回大会、伊豆ステージではこの規則が厳格に適用され、トップの選手に周回遅れにされた24人（この中にはランプレのフィリッポ・ポッツァートも含まれていた）がリタイア扱いとなり、東京ステージへの出走権を失った。

## テレビ放送
第11回大会（2007年）までのダイジェスト番組は国際サイクルロードレースから引き続きテレビ朝日（系列局は各ステージの放送対象地域局である朝日放送・メ〜テレ・長野朝日放送・静岡朝日テレビのみ放送）及びNHK-BS1で放送されていた。
第12回大会（2008年）以降はテレビ朝日が主催者から外れたこともあって放送体制が大きく変わっている。シクロ・イマージュ制作のダイジェスト番組がテレビ大阪・岐阜放送・信越放送・TOKYO MX及びBS-TBS（旧BS-i）「銀輪の風」で放送された（地上波とBS-TBSは別内容）。加えて、引き続きNHK-BS1でもダイジェストの放送があった。
また、東京ステージのTOKYO MXは第12・13回大会（2008・2009年）の2年間、2時間枠で生中継されていた。第14回（2010年）は他地域同様ダイジェスト放送になったものの、テレビ地上波で国内ロードレースの生中継が行われたのは異例。
第15回（2012年）以降はフジテレビジョンが番組制作を担当するようになり、BSフジで翌月の6月に1時間のダイジェストが放送されるようになった。
2016年は制作担当が日本テレビに変更され、BS日テレ及び日テレジータスにて事前告知番組・ダイジェスト番組・総集編が放送された。また、この年よりFRESH! by AbemaTV（後のFRESH LIVE）にて大会初の全ステージライブ配信を実現した。
第21回・22回大会（2018・2019年）は、スポーツブルにてライブ配信された。
第23回大会（2021年）と第25回大会（2023年）は自転車月間推進協議会を構成する日本自転車普及協会の公式YouTubeチャンネルにてライブ配信。
第24回大会（2022年）は三菱地所が冠協賛した関係で三菱地所JCLロードレースツアー公式YouTubeチャンネルにてライブ配信された。
第26回大会（2024年）は日本自転車普及協会の公式YouTube、 BPAJチャンネルにて全ステージライブ配信。